# Piaseczno (województwo świętokrzyskie)
Piaseczno – wieś w Polsce, położona w województwie świętokrzyskim, w powiecie sandomierskim, w gminie Łoniów.
W latach 1973–76 w gminie Baranów Sandomierski, w latach 1977–82 w gminie Koprzywnica.
| SIMC    | Nazwa    | Rodzaj    |
| ------- | -------- | --------- |
| 1019013 | Pełpin   | część wsi |
| 0798021 | Skrobno  | część wsi |
| 0798038 | Tarnówka | część wsi |

W latach 1975–1998 miejscowość administracyjnie należała do województwa tarnobrzeskiego.
Na początku lat 50. XX wieku, w Piasecznie i leżącym po drugiej stronie Wisły Machowie, odkryto duże złoża siarki rodzimej. Właśnie w Piasecznie powstała pierwsza w Polsce odkrywkowa kopalnia siarki (1958) o zdolności wydobywczej ok. 3 mln ton rudy rocznie. W 1971 roku kopalnia została zamknięta z powodu wyczerpania złoża. Pozostałe po niej wyrobisko ma powierzchnię 160 ha i głębokość dochodzącą do 40 metrów. Obecnie prowadzona jest rekultywacja tych terenów na cele rekreacyjne (powstanie sztuczne zbiornik wodny „Jezioro Piaseczno”).
Miejscowa ludność katolicka przynależy do Parafii św. Józefa w Chodkowie Nowym.

## Urodzeni w Piasecznie
- Maurycy Jaroszyński – polski prawnik, specjalista prawa administracyjnego i postępowania administracyjnego, profesor Uniwersytetu Warszawskiego, członek PAN, poseł na Sejm w II RP[11].